# Trichonius picticollis
Trichonius picticollis là một loài bọ cánh cứng trong họ Cerambycidae.